# Asperuginoides axillaris
Asperuginoides axillaris là một loài thực vật có hoa trong họ Cải. Loài này được (Boiss. & Hohen.) Rauschert mô tả khoa học đầu tiên năm 1982.